# Morpeth Castle

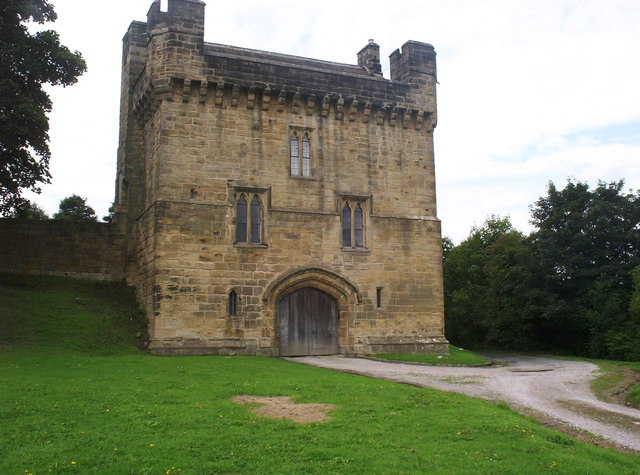
Ds Torhaus von Morpeth Castle

Morpeth Castle ist eine Burg in Morpeth in der nordostenglischen Grafschaft Northumberland. English Heritage hat sie als historisches Gebäude I. Grades und Scheduled Monument gelistet. Sie wurde vom Landmark Trust wieder instand gesetzt und kann als Feriendomizil angemietet werden.

## Geschichte
Die originale Motte stammt aus dem 11. Jahrhundert und wurde auf einem Hügel über dem River Wansbeck errichtet. Johann Ohneland zerstörte sie 1216. In den 1340er-Jahren wurde eine neue Burg in der Vorburg der alten gebaut, aber davon sind bis heute nur noch ein Teil der Kurtine und ein stark verändertes Torhaus erhalten. 1516 verbrachte Margaret, Schwester Heinrich VIII. und Witwe Jakob IV. von Schottland vier Monate in Morpeth Castle, als sie vor ihren Feinden in Schottland floh und bei ihrem Bruder Schutz suchte. Das einzige große militärische Ereignis in der Geschichte der Burg trug sich im englischen Bürgerkrieg 1644 zu, als eine Garnison von 500 schottischen Tiefländern sie 20 Tage lang gegen 2700 Royalisten für die Roundheads hielt.
Die Burg wurde in weiblicher Linie durch verschiedene bekannte Familien vererbt, z. B. die De Merlay, Greystoke, Dacre und Howard, wovon aber keine lange dort residierte. Etwa 1860 wurde das Torhaus restauriert und als Wohnung für die Dienerschaft umgebaut.

### Jüngste Geschichte
Die Burg wurde 1988 über einem Langzeitpachtvertrag an den Landmark Trust vermietet. Dieser ließ 1990 eine Komplettrenovierung durchführen. Das Torhaus wurde in vielen Details nach historischem Vorbild renoviert und Anbauten neueren Datums, wie der Swimmingpool, entfernt. Heute kann das Torhaus als Feriendomizil gemietet werden.

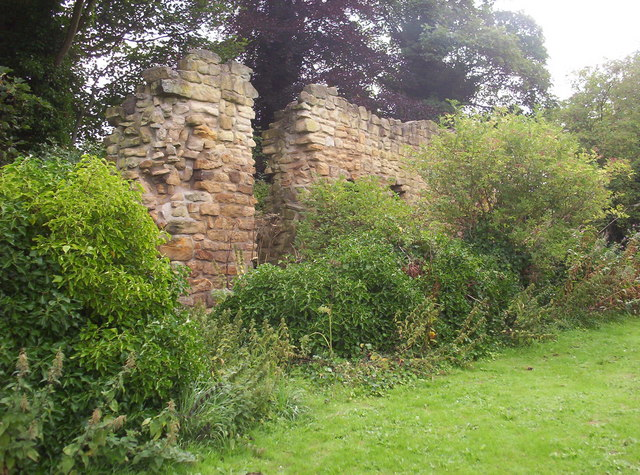
Burgmauer